# Donaldson's
Donaldson's, voorheen bekend als The L.S. Donaldson Company, is een voormalige warenhuisketen die was gevestigd in Minneapolis, Minnesota.

## Geschiedenis
In 1881 opende de Schotse immigrant William Donaldson een kleine winkel in Minneapolis aan 310 Nicollet Avenue. In 1883 kochten William en zijn broer Lawrence een winkel met 1 1/2 verdieping genaamd Colton and Company, met een groot glazen blok. Het warenhuis van de gebroeders Donaldson stond in de beginjaren bekend als "Donaldson's Glass Block Store" vanwege het onderscheidende ontwerp van het gebouw. In 1888 werd het oorspronkelijke gebouw gesloopt en vervangen door een vijf verdiepingen tellend gebouw met een koepel erop, liften en lange rijen ramen. In 1899 overleed William en noemde Lawrence het bedrijf de L.S. Donaldson Company. De winkel bleef uitbreiden, wat leidde tot de bouw van een nieuw gebouw met acht verdiepingen, dat het hele blok van Nicollet tussen Sixth Street tot Seventh Street innam. Bovenop het gebouw kwam de kenmerkende koepel uit 1888. De nieuwe winkel, waarvan de bouwkosten $ 2 miljoen bedroegen, opende op 10 november 1924 met veel tamtam. In april 1942 werd de koepel ontmanteld en tijdens de Tweede Wereldoorlog in oorlogsmateriaal veranderd.
Lawrence Donaldson was tot aan zijn dood in 1924 president van L.S. Donaldson Company gebleven. Lawrence Donaldson stierf slechts 4 maanden voor de opening van de nieuwe winkel in Minneapolis en kon de opening van de winkel waarvan hij droomde niet meer meemaken.  Hij werd  als president opgevolgd door Joseph Chapman. In een poging om verder uit te breiden en meer slagkracht te hebben,fuseerde L.S. Donaldson Company in 1928 met Hahn Department Stores Inc.  Het management en de naam bleven bij de fusie behouden. In 1935 resulteerden de herkapitalisatieplannen van Hahn in een naamswijziging en Hahn Department Stores Inc werd bekend als Allied Stores Corporation.
Donaldson's bleef uitbreiden nadat het was overgenomen door Allied Stores, inclusief hun eerste filiaal in Rapid City, South Dakota, dat in januari 1948 in het voormalige C.C. Anderson-gebouw werd geopend. Een tweede vestiging volgde in Rochester, Minnesota, dat op 15 oktober 1953 werd geopend.
In 1961 werd de Golden Rule-winkel in St. Paul, Minnesota door Allied Stores overgedragen aan Donaldson's, en geëxploiteerd als Donaldson's-Golden Rule. Vanaf april 1965 liet Donaldson's de toevoeging Golden Rule vallen en werd bekend als Donaldson's.
Donaldson's bleef uitbreiden en tegen 1976 had Donaldson's winkels in zowel Minneapolis als St. Paul, evenals in de voorsteden van de Twin Cities, waaronder in het Southdale Center, Brookdale Center, Rosedale Center en Ridgedale Center.
In 1978 droeg het moederbedrijf van Donaldson, Allied Stores, de controle over de warenhuisketen James Black Company met drie winkels in Waterloo, Iowa, over aan Donaldson's, waardoor de keten verder werd uitgebreid.
Donaldson's kondigde in 1977 aan dat ze zouden verhuizen van hun vlaggenschipwinkel in Minneapolis, aan de oostkant van Nicollet, naar het nieuwe winkelcentrum City Center aan de andere kant van Nicollet. Bovendien wijzigde Donaldson's zijn marketingstrategie en sloot zijn budgetwinkel. In 1980 verhuisde het van het oude Golden Rule-gebouw naar een nieuw gebouwde St. Paul-winkel onder leiding van president Charles B. James II. Charles B. James II werd door Allied Stores gepromoveerd naar hun hun warenhuisdivisie Joske's en benoemde de 37-jarige William Murray als nieuwe president van Donaldson's. Voorafgaand aan de opening van de nieuwe locatie in Minneapolis, en slechts 11 maanden nadat hij tot president was benoemd, stierf William Murray aan kanker. Leonard Snyder werd benoemd tot nieuwe president. De Donaldson's in het Minneapolis City Center werd geopend in augustus 1982. Op dat moment was de vestiging in het centrum de derde qua omzet na die in het Southdale Center en het Brookdale Center.
Het vrijgekomen pand van Donaldson's, dat een half stadsblok omvatte, brandde samen met het aangrenzende Northwestern National Bank Building af tijdens Thanksgiving Day in 1982 als gevolg van brandstichting. De brand veroorzaakte 75 miljoen dollar schade en was de meest verwoestende brand in de geschiedenis van Minneapolis. Twee jongeren werden beschuldigd van het in brand steken van het gebouw terwijl het werd gesloopt, maar deze aanklacht werd later ingetrokken. De nieuwbouw op deze locatie werd later bezet door Gaviidae Common op het deel van de voormalige Donaldson's, en het Wells Fargo Center (de opvolger van de Northwestern National Bank/Norwest) op het terrein van de bank.
In 1985 verwierf Allied Stores de in moeilijkheden verkerende rivaal Powers Dry Goods Company, van Associated Dry Goodss Corp. Door 6 van de 7 Powers Dry Goods-winkels in het gebied te verwerven (de winkel in het centrum van Minneapolis werd verkocht aan een vastgoedbedrijf) had Donaldson's een betere positie tegenover de dominante rivaal Dayton's. Het aantal winkels van Donaldson's in het gebied steeg hiermee tot 12.
In januari 1987, na de uitkoop van Allied Stores Corp. door Campeau Corp., moest Campeau 15 van de 24 winkelpanden van Allied verkopen om hun schuld van $ 1,1 miljard dollar die ze bij de overname hadden opgelopen, af te betalen. Campeau kondigde in februari 1987 aan dat Donaldson's te koop was. In mei 1987 werd echter gemeld dat de verkoop van Donaldson's was uitgesteld, omdat er geen koper  bereid was de $ 190 miljoen te betalen die door Campeau werd gevraagd. Bovendien had Donaldson's zojuist het meest winstgevende eerste kwartaal in de geschiedenis van het bedrijf achter de rug. In augustus 1987 werd aangekondigd dat Donaldson's werd overgenomen door Carson Pirie Scott &amp; Co. uit Chicago, Illinois voor $ 163,5 miljoen. De naam Donaldson's werd in april 1988 permanent veranderd in Carson Pirie Scott &amp; Co., 107 jaar na de opening van de eerste Donaldson's winkel.